# Controlabilidade
Controlabilidade é uma propriedade importante de um sistema de controle, tendo como característica desempenhar um papel crucial em muitos problemas de controle, tais como a estabilização de sistemas instáveis usando realimentação ou controle ótimo.
Controlabilidade e observabilidade são aspectos duais do mesmo problema.
Grosso modo, o conceito de controlabilidade denota a capacidade de se movimentar um sistema em torno de todo o seu espaço de configuração, usando apenas certas manipulações, ou ações de controle, admissíveis. A definição exata varia levemente de acordo com a estrutura ou o tipo de modelos aplicados.
Os seguintes são exemplos de variações da noção de controlabilidade que têm sido introduzidas na literatura de sistemas e controle:
- Controle de estado;
- Controle de saída;
- Controle da estrutura comportamental.